# Индийски замбар
Индийски замбар (Rusa unicolor) е вид бозайник от семейство Еленови (Cervidae). Видът е световно застрашен, със статут Уязвим.

## Разпространение и местообитание
Разпространен е в Бангладеш, Бруней, Бутан, Виетнам, Индия, Индонезия, Камбоджа, Китай, Лаос, Малайзия, Мианмар, Непал, Тайланд и Шри Ланка.